# The Housekeeper's Daughter
The Housekeeper's Daughter és una pel·lícula de comèdia dramàtica de 1939 dirigida i produïda per Hal Roach. La pel·lícula és protagonitzada per Joan Bennett, Adolphe Menjou i John Hubbard. El guió va ser escrit per Rian James, Gordon Douglas, Jack Jevne i Claude Martin, basat en una novel·la de Donald Henderson Clarke. Va ser el debut cinematogràfic de Victor Mature.

## Argument
Un gàngster és assassinat. La xicota d'aquest se'n va a viure amb la seva mare, que és la mestressa d'una família de classe mitjana alta. La banda del gàngster segueix la noia, i la policia a la banda.

## Repartiment
- Joan Bennett com Hilda
- Adolphe Menjou com Deakon Maxwell
- John Hubbard com Robert Randall
- William Gargan com Ed O'Malley
- George E. Stone com Benny
- Peggy Wood com Olga
- Donald Meek com Wilson
- Marc Lawrence com Floyd
- Lilian Bond com Gladys Fontaine
- Victor Mature com Lefty
- Leila McIntyre com Mrs. Randall
- Lluís Alberni com Tony Veroni
- Rosina Galli com Mrs. Veroni
- Tom Dugan com gàngster
- Gene Morgan com gàngster

## Producció
La pel·lícula es basava en una novel·la publicada el 1938. El New York Times va dir que tenia un "bon misteri" i una "deliciosa història d'amor".
Els drets cinematogràfics van ser comprats per Hal Roach. Es va parlar de Sigrid Gurie com a possible protagonista. Al desembre Jack Jevne estava treballant en el guió.
Roach va intentar aconseguir Lee Tracy a la pel·lícula. El paper finalment va ser per Adolphe Menjou i Joan Bennett va tenir el protagonisme femení.
Pel maig Rian James estava treballant en el guió.
Aquesta ser el primer d'un acord de cinc pel·lícules entre Hal Roach i United Artists.
Al juny es va anunciar que Roach dirigiria i Joan Bennett i Peggy Wood la protagonitzaran.
Victor Mature va ser contractat després de ser vist en una obra teatral, To Quito and Back . Va impressionar tant Hal Roach que aquest va posar Mature al capdavant de One Million B.C..

## Recepció
A Los Angeles Times va dir que "porta les marques d'un parpelleig de principis de la dècada de 1920. Els seus personatges són bidimensionals, la seva continuïtat i la seva acció ràpida i insensata".
La pel·lícula inicialment no va tenir un bon rendiment a la taquilla. Roach i United Artists van llançar una nova campanya que mostrava els aspectes més salats de la història, com ara l'ús de línies publicitàries com "la filla de la mestressa va fer coses que no havia de fer". Aquest enfocament va molestar a Bennett, que va amenaçar amb demandar. Roach es va negar, així que Bennett va escriure a 3.000 clubs de dones argumentant que havia estat difamada i demanant-los que boicotessin la pel·lícula. La publicitat resultant va ajudar a convertir la pel·lícula en un èxit de taquilla.
El 1957 es va anunciar que Hal Roach Jr. tornaria a fer la pel·lícula com a musical. Tanmateix, això no va passar mai.